# Eugeniusz Smoktunowicz
Eugeniusz Smoktunowicz (ur. 24 września 1924 w Narwi, zm. 8 września 2005 w Białymstoku) – polski prawnik i wykładowca uniwersytecki, specjalista od prawa administracyjnego, sędzia Trybunału Stanu (1993–1997).

## Życiorys
W 1951 ukończył studia prawnicze na Uniwersytecie Łódzkim. W 1960 uzyskał doktorat w dziedzinie nauk prawnych, a w 1970 habilitację. Od 1978 był profesorem nadzwyczajnym nauk prawnych, od 1990 zwyczajnym. Pracował w białostockiej filii Uniwersytetu Warszawskiego, następnie był dziekanem Wydziału Prawa Uniwersytetu w Białymstoku oraz Kierownikiem Katedry Prawa Administracyjnego tego Wydziału. Sprawował funkcję rektora Niepaństwowej Wyższej Szkoły Pedagogicznej w Białymstoku, pracował również w Wyższej Szkole Przedsiębiorczości i Zarządzania im. Leona Koźmińskiego. Był promotorem licznych prac doktorskich oraz recenzentem prac doktorskich i habilitacyjnych.
Odznaczony Krzyżem Kawalerskim Orderu Odrodzenia Polski, Medalem Komisji Edukacji Narodowej oraz Medalem Uniwersytetów Łódzkiego i w Białymstoku.
Należał do Łódzkiego Towarzystwa Naukowego. W wyborach parlamentarnych 1993 bez powodzenia ubiegał się o mandat senatorski z ramienia Unii Pracy. W latach 1993–1997 pełnił obowiązki sędziego Trybunału Stanu.

## Publikacje
- Encyklopedia obywatela PRL: status administracyjnoprawny, Wydawnictwo Prawnicze, Warszawa 1987
- Prawo zrzeszania się w Polsce, Wydawnictwo Naukowe PWN, Warszawa 1992
- Orzecznictwo Sądu Najwyższego i Naczelnego Sądu Administracyjnego: kodeks postępowania administracyjnego, Wydawnictwa "Iustitia" i "Wydawnictwo 69", Warszawa 1994